# Friedrichshöhe (Leichlingen)
Friedrichshöhe ist ein Wohnplatz in der Stadt Leichlingen (Rheinland) im Rheinisch-Bergischen Kreis.

## Lage und Beschreibung
Friedrichshöhe liegt östlich des Leichlinger Zentrums auf einem Höhenrücken zwischen dem Murbach und dem Weltersbach an der Kreisstraße K9 nahe der Stadtgrenze zu Leverkusen und zu Burscheid. Die Ursprungssiedlung befindet sich an der Landesstraße L294 und bildet heute einen Siedlungsbereich mit Koltershäuschen. Der Name Friedrichshöhe ging im Laufe der Zeit auf die südöstlich gelegene Siedlung an der Kreisstraße K9 über.
Weitere Nachbarorte sind Bremersheide, Neuwinkel, Planenhof, Diepental, Scheuerhof, Heeg, Weltersbach, Metzholz, Eichen und Krabbenhäuschen auf Leichlinger, Linde auf Leverkusener und Grünscheid, Grünscheider Mühle und Unterwietsche auf Burscheider Stadtgebiet. Abgegangen ist Wiedenbach.

## Geschichte
Die Preußische Uraufnahme von 1844 verzeichnet den Ort als Friedrichshöhe . 1815/16 lebten 20 Einwohner im Ort. 1832 gehörte Friedrichshöhe der Bürgermeisterei Leichlingen an. Der laut der Statistik und Topographie des Regierungsbezirks Düsseldorf als Schule kategorisierte Ort besaß zu dieser Zeit eine Schule, zwei Wohnhäuser und zwei landwirtschaftliche Gebäude. Zu dieser Zeit lebten 16 Einwohner im Ort, allesamt evangelischen Glaubens.
Im Gemeindelexikon für die Provinz Rheinland werden 1885 sechs Wohnhäuser mit 20 Einwohnern angegeben. 1895 umfasste der Ort sieben Wohnhäuser mit 41 Einwohnern, 1905 sechs Wohnhäuser und 28 Einwohner.